# Krayer Hof
Der Krayer Hof, auch Krayer Burg genannt, ist eine Wasserburg bei dem Stadtteil Eich der Stadt Andernach im Landkreis Mayen-Koblenz in Rheinland-Pfalz. Die Burg steht in der Gemarkung Eich bei dem Stadtteil Eich von Andernach in Richtung Kell.
Von der im Kern romanischen Anlage sind der Hauptbau und der Hofturm erhalten. Sie wird bewohnt, landwirtschaftlich bewirtschaftet und stellt Pensionspferde unter.

## Geschichte
Die Burg wurde im 11. Jahrhundert von Lambert von Lützing erbaut, 1336 war sie im Besitz von Kurköln, dann im Besitz verschiedener Adliger. 1813 kaufte der Andernacher Lederfabrikant Nebel die Burg, die dann 1827 von dem Kölner Matthias Hölterhof erworben wurde.
In den Jahren 1901/02 wohnte der französische Dichter Guillaume Apollinaire zeitweilig als Hauslehrer auf Burg Kray.
Seit 1953 ist die Burg im Besitz der Familie Anton Elvert. Der Name Elvert stammt aus dem altfranzösischen Hugenottenalter (elle verde; die Grünen). Die Familie wurde umgesiedelt aus dem Münsterland; genauer aus Hiddingsel. Aufgrund der Begradigung des Dortmund Ems Kanales musste der alte Bauernhof weichen. Der Name Elvert gab der Bauerschaft dort ihren  Namen.